# Drepturile personalității
Drepturile personalității reprezintă o instituție nou introdusă de codul Civil, prin Capitolul II - „Respectul datorat ființei umane și drepturilor ei inerente”, din Titlul II „Persoana fizică”, a Cărții I – „Despre persoane” din Codul Civil (articolele 58-81); Noțiunea de drepturi ale personalității apare în denumirea marginală a articolului 58. Alineatul (1) 
al acestui articol prevede că: 
| “                                                           | "Orice persoană fizică are dreptul la ocrotirea valorilor intrinseci ființei umane, cum sunt viața, sănătatea, integritatea fizică și psihică, demnitatea, intimitatea vieții private, libertatea de conștiință, creația științifică, artistică, literară sau tehnică" | ” |
| — Articolului 58. Alineatul (1) din Codul Civil al României | |   |

## Originea drepturilor personalității
Unele dintre aceste drepturi își au originea în Convenția Europeană privind drepturile și libertățile fundamentale, altele în Constituția României. 

## Caracteristicile drepturilor personalității
- sunt inerente calității de persoană umană: aparțin oricărui individ prin însuși faptul că este om și ocrotesc în special caracteristicile fizice și morale ale ființei umane, individualitatea sau personalitatea acesteia.
- nu sunt drepturi patrimoniale:  aceasta înseamnă că viața, demnitatea, onoarea, imaginea, viața privată nu pot fi evaluate în bani
- sunt netransmisibile: aparțin doar titularului lor.

## Drepturile la viață, la sănătate și la integritate ale persoanei fizice
- Viața, sănătatea și integritatea fizică și psihică a oricărei persoane sunt garantate și ocrotite în mod egal de lege.
- Interesul și binele ființei umane trebuie să primeze asupra interesului unic al societății sau al științei.
- Nimeni nu poate aduce atingere speciei umane.
- Este interzisă orice practică eugenică prin care se tinde la organizarea selecției persoanelor.
- Sunt  interzise orice intervenții medicale asupra caracterelor genetice având drept scop modificarea descendenței persoanei, cu excepția celor care privesc prevenirea și tratamentul maladiilor genetice.
- Este interzisă orice intervenție având drept scop crearea unei ființe umane genetic identice unei alte ființe umane vii sau moarte, precum și crearea de embrioni umani în scopuri de cercetare.
- Utilizarea tehnicilor de reproducere umană asistată medical  nu este admisă pentru alegerea sexului viitorului copil decât în scopul evitării unei boli ereditare grave legate de sexul acestuia.
- Corpul uman este inviolabil. Orice persoană are dreptul la integritatea sa fizică și psihică. Nu se poate aduce atingere integrității ființei umane decât în cazurile și în condițiile expres și limitativ prevăzute de lege.
- Examenul caracteristicilor genetice ale unei persoane nu poate fi întreprins decât în scopuri medicale sau de cercetare științifică, efectuate în condițiile legii.
- Identificarea unei persoane pe baza amprentelor sale genetice nu poate fi efectuată decât în cadrul unei proceduri judiciare civile sau penale, după caz, sau în scopuri medicale ori de cercetare științifice , efectuate în condițiile legii.
- Orice acte care au ca obiect conferirea unei valori patrimoniale corpului uman, elementelor sau produselor sale sunt lovite de nulitate absolută, cu excepția cazurilor expres prevăzute de lege.
- Nicio persoană nu poate fi supusă experiențelor, testelor, prelevărilor, tratamentelor sau altor intervenții în scop terapeutic ori în scop de cercetare  științifică decât în cazurile  și în condițiile expres  și limitativ prevăzute de lege.
- Prelevarea și transplantul de organe, țesuturi și celule de origine umană de la donatori în viață se fac exclusiv în cazurile și condițiile prevăzute de lege, cu acordul scris, liber, prealabil și expres al acestora și numai după ce au fost informați, în prealabil, asupra riscurilor intervenției. În toate cazurile, donatorul poate reveni asupra consimțământului dat, până în momentul prelevării.
- Este interzisă prelevarea de organe, țesuturi  și celule de origine umană de la minori, precum  și de la persoanele aflate în viață, lipsite de discernământ din cauza unui handicap mintal, unei tulburări mintale grave sau dintr-un alt motiv similar, în afara cazurilor expres prevăzute de lege.

## Dreptul de a dispune de sine însuși (art. 60)
Persoana fizică are dreptul să dispună de sine însăși, dacă nu încalcă drepturile și libertățile altora, ordinea publică sau bunele moravuri.  

## Respectul vieții private și al demnității persoanei umane
- Dreptul la libera exprimare: Orice persoană are dreptul la libera exprimare. Exercitarea acestui drept nu poate fi restrânsă decât în cazurile în care atingerile sunt permise  de lege sau de convențiile  și pactele internaționale privitoare la drepturile omului la care România este parte  (a se vedea art. 10 alin.2 CEDO).
- Dreptul la viața privată: Orice persoană are dreptul la respectarea vieții sale private. Nimeni nu poate fi supus vreunor imixtiuni în viața intimă, personală sau de familie, nici în domiciliul, reședința sau corespondența sa, fără consimțământul său, fără respectarea legii, a pactelor și convențiilor internaționale la care România este parte. Este interzisă utilizarea, în orice mod, a corespondenței, manuscriselor sau a altor documente personale, precum și a informațiilor din viața privată a unei persoane, fără acordul acesteia ori fără respectarea limitelor legale.
- Dreptul la demnitate: Orice persoană are dreptul la respectarea demnității sale. Este interzisă orice atingere adusă onoarei și reputației unei persoane, fără consimțământul acesteia ori fără respectarea legii.
- Dreptul la propria imagine: Orice persoană are dreptul la propria imagine. În exercitarea dreptului la propria imagine, ea poate să interzică ori să împiedice reproducerea, în orice mod, a înfățișării sale fizice ori a vocii sale sau, după caz, utilizarea unei asemenea reproduceri.

## Atingeri aduse vieții private
1. intrarea sau rămânerea fără drept în locuință sau luarea din aceasta a oricărui obiect fără acordul celui care o ocupă în mod legal;
2. interceptarea fără drept a unei convorbiri private, săvârșită prin orice mijloace tehnice, sau utilizarea, în cunoștință de cauză, a unei asemenea interceptări;
3. captarea ori utilizarea imaginii sau a vocii unei persoane aflate într-un spațiu privat, fără acordul acesteia;
4. difuzarea de imagini care prezintă interioare ale unui spațiu privat, fără acordul celui care îl ocupă în mod legal;
5. ținerea vieții private sub observație, prin orice mijloace, în afară de cazurile prevăzute expres de lege;
6. difuzarea de știri, dezbateri, anchete sau de reportaje scrise ori audiovizuale privind viața intimă, personală sau de familie, fără acordul persoanei în cauză;
7. difuzarea de materiale conținând imagini privind o persoană aflată la tratament în unitățile de asistență medicală, precum  și a datelor cu caracter personal privind starea de  sănătate, problemele de diagnostic, prognostic, tratament, circumstanțe în legătură cu boala și cu alte diverse fapte, inclusiv rezultatul autopsiei, fără acordul persoanei în cauză, iar în cazul în care aceasta este decedată, fără acordul familiei sau al persoanelor îndreptățite;
8. utilizarea, cu rea-credință, a numelui, imaginii, vocii sau asemănării cu o altă persoană;
9. difuzarea sau utilizarea corespondenței, manuscriselor ori a altor documente personale,  inclusiv a datelor privind domiciliul, reședința, precum  și numerele de telefon ale unei persoane sau ale membrilor familiei sale, fără acordul persoanei căreia acestea îi aparțin sau care, după caz, are dreptul de a dispune de ele.

## Limite ale exercitării acestor drepturi
- Nu constituie o încălcare a drepturilor la viață privată și la demnitate, atingerile care sunt permise de lege sau de convențiile și pactele internaționale privitoare la drepturile omului la care România este parte (a se vedea art. 8 din CEDO și jurisprudența Curții de la Strasbourg).
- Exercitarea drepturilor  și libertăților constituționale cu bună-credință  și cu respectarea pactelor  și convențiilor internaționale la care România este parte nu constituie o încălcare a drepturilor la viață privată și la demnitate (a se vedea art. 10 din CEDO și jurisprudența Curții de la Strasbourg).

## Prezumția deconsimțământ
Când însuși cel la care se referă o informație sau un material le pune la dispoziția unei persoane fizice ori persoane juridice despre care are cunoștință că își desfășoară activitatea în domeniul informării publicului, consimțământul pentru utilizarea acestora este prezumat, nefiind necesar un acord scris. 

## Respectul datorat persoanei și dupădecesulsău
- Respectul datorat corpului și memoriei persoanei decedate: Persoanei decedate i se datorează respect cu privire la memoria sa, precum și cu privire la corpul său. Memoria persoanei decedate este protejată în aceleași condiții ca și imaginea și reputația persoanei aflate în viață.
- Respectarea voinței persoanei decedate: Orice persoană poate determina felul propriilor funeralii  și poate dispune cu privire la corpul său după moarte. În cazul celor lipsiți de capacitate de exercițiu sau al celor cu capacitate de exercițiu restrânsă este necesar și consimțământul scris al părinților sau, după caz, al tutorelui. În lipsa unei opțiuni exprese a persoanei decedate, va fi respectată, în ordine, voința soțului, părinților, descendenților, rudelor în linie colaterală până la al patrulea grad inclusiv, legatarilor universali sau cu titlu universal ori dispoziția primarului comunei, orașului, municipiului sau al sectorului municipiului București în a cărui rază teritorială a avut loc decesul. În toate cazurile se va  ține seama de apartenența confesională a persoanei decedate.
- Prelevarea de organe,  țesuturi  și celule umane, în scop terapeutic sau  științific, de la persoanele decedate se efectuează numai în condițiile prevăzute de lege, cu acordul scris, exprimat în timpul vieții, al persoanei decedate sau, în lipsa acestuia, cu acordul scris, liber, prealabil și expres dat, în ordine, de soțul supraviețuitor, de părinți, de descendenți ori, în sfârșit, de rudele în linie colaterală până la al patrulea grad inclusiv.